# Pied (poésie)
Pour les articles homonymes, voir Pied.
En poésie, le pied est l'unité rythmique d’un vers ou d’une phrase. Il en permet la scansion et comprend deux ou plusieurs syllabes dont les quantités s'opposent et/ou se subordonnent les unes aux autres et où les temps sont tantôt levés tantôt baissés.
Le pied peut être comparé à une mesure ou à un rythme divisé en temps.
Le pied peut avoir un rythme ascendant (le temps levé précédant le temps baissé) ou descendant (le temps baissé précédant le temps levé).

## Métrique antique
Le pied n'existe au départ que dans les langues dont la prosodie comprend des oppositions de quantité (vocalique ou syllabique), comme le latin et le grec ancien. 
Lorsqu'on « scande » aujourd'hui un vers antique, on établit son schéma métrique et l'on s'efforce de le réciter en rendant ce schéma apparent. Un tel schéma se décompose en pieds élémentaires, construits sur l'alternance de positions syllabiques « longues » (—) valant deux mores avec des positions syllabiques « brèves » (⏑) valant une more. 
Même le compte précis des demi-pieds est utile pour déterminer la place de l'ictus et la césure des vers en métrique antique.
La métrique syllabotonique a hérité du système des pieds.

### Genre des pieds
Le pied peut être du genre égal (grec γένος ἴσον, genos ison, même durée des temps baissés et des temps levés), double (grec γένος διπλάσιον, genos diplasion, proportion de 1 à 2 des temps baissés et des temps levés), sesquialtère (grec γένος ἡμιόλιον, genos hēmiólion, proportion de 1 à 1,5 des temps baissés et des temps levés) ou encore épitrite (grec ἐπίτριτον, genos epítriton, proportion de 3 à 4 des temps baissés et des temps levés).
- Exemples de pieds de genre égal : spondée, anapeste, dactyle, choriambe.
- Exemples de pieds de genre double : ïambe, trochée, ionique mineur, ionique majeur.
- Exemples de pieds de genre sesquialtère : crétique, bacchée.
- Exemples de pieds de genre épitrite : pieds épitrites.

### Tableau des pieds
Le tableau indique en français, en grec et en latin les noms des pieds de la métrique antique, classés par le nombre de syllabes présentes dans le pied.
Il fournit les mores des pieds et les longueurs des syllabes, sachant que les syllabes qui étaient longues dans l’Antiquité ont donné des syllabes accentuées par la suite et que les syllabes qui étaient brèves dans l'Antiquité ont donné des syllabes non-accentuées par la suite.[réf. nécessaire]
On se souviendra par ailleurs que la métrique antique décompose le vers en groupes de deux pieds appelés dipodies (et parfois en tripodies) avant de considérer les pieds isolément ; les dipodies ne figurent pas ici pour ne pas surcharger le tableau.
Notation des longueurs :
 = syllabe longue (ultérieurement : accentuée),  = syllabe brève (ultérieurement : non-accentuée).

#### Pieds dissyllabiques
|  |  | pyrrhique, dibraque | 2 mores | πυρρίχιος, δίϐραχυς | pyrrhichius, dibrachus, bibrevis |
|  |  | ïambe (ou iambe)    | 3 mores | ἴαμϐος              | iambus                           |
|  |  | trochée, chorée     | 3 mores | τροχαῖος, χορεῖος   | trochaeus                        |
|  |  | spondée             | 4 mores | σπονδεῖος           | spondēus, spondius               |

#### Pieds trisyllabiques
|  |  |  | tribraque            | 3 mores | τρίϐραχυς                   | tribrachys, tribrachus, tribrevis       |
|  |  |  | dactyle              | 4 mores | δάκτυλος                    | dactylus                                |
|  |  |  | amphibraque          | 4 mores | ἀμφίϐραχυς                  | amphibrachys, amphibrachus, amphibrevis |
|  |  |  | anapeste             | 4 mores | ἀνάπαιστος                  | anapaestus                              |
|  |  |  | bacchée              | 5 mores | βακχεῖος                    | bacchius                                |
|  |  |  | crétique, amphimacre | 5 mores | κρητικός, ἀμφίμακρος        | Creticus, amphimacrus                   |
|  |  |  | antibacchée          | 5 mores | ἀντιϐάκχειος, παλιμϐάκχειος | antibacchius                            |
|  |  |  | molosse              | 6 mores | μολοσσός                    | molossus                                |

#### Pieds tétrasyllabiques
Certains métriciens rejettent l’existence de cette classe, au motif que les formes métriques suivantes se décomposent aisément en pieds dissyllabiques.
|  |  |  |  | procéleusmatique, tétrabraque | 4 mores | προκελευσματικός, τετράϐραχυς | proceleusmaticus   |
|  |  |  |  |                               |         |                               |                    |
|  |  |  |  | péon premier                  | 5 mores | παιών Αʹ                      | paeon primus       |
|  |  |  |  | péon deuxième                 | 5 mores | παιών Βʹ                      | paeon secundus     |
|  |  |  |  | péon troisième                | 5 mores | παιών Γʹ                      | paeon tertius      |
|  |  |  |  | péon quatrième                | 5 mores | παιών Δʹ                      | paeon quartus      |
|  |  |  |  |                               |         |                               |                    |
|  |  |  |  | ionique majeur                | 6 mores | ἐπιωνικός                     | Ionicus a maiore   |
|  |  |  |  | ionique mineur                | 6 mores | ἰωνικός                       | Ionicus a minore   |
|  |  |  |  | ditrochée                     | 6 mores | διτρόχαιος                    | ditrochaeus        |
|  |  |  |  | diïambe                       | 6 mores | διῖαμϐος                      | diiambus           |
|  |  |  |  | choriambe                     | 6 mores | χορίαμϐος                     | choriambus         |
|  |  |  |  | antispaste                    | 6 mores | ἀντίσπαστος                   | antispastus        |
|  |  |  |  |                               |         |                               |                    |
|  |  |  |  | épitrite premier              | 7 mores | ἐπίτριτος Αʹ                  | epitritus primus   |
|  |  |  |  | épitrite deuxième             | 7 mores | ἐπίτριτος Βʹ                  | epitritus secundus |
|  |  |  |  | épitrite troisième            | 7 mores | ἐπίτριτος Γʹ                  | epitritus tertius  |
|  |  |  |  | épitrite quatrième            | 7 mores | ἐπίτριτος Δʹ                  | epitritus quartus  |
|  |  |  |  |                               |         |                               |                    |
|  |  |  |  | dispondée                     | 8 mores | δισπόνδειος                   | dispondeus         |

#### Pieds pentasyllabiques
De nombreux métriciens rejettent l’existence de cette classe, au motif que les formes métriques suivantes se décomposent aisément en pieds disyllabiques et trisyllabiques. Elle est attestée néanmoins dans l'Antiquité tardive.
|  |  |  |  |  | pentabraque, arithmios    | 5 mores  | πεντάϐραχυς, ἀρίθμιος                          | orthius                             |
|  |  |  |  |  |                           |          |                                                |                                     |
|  |  |  |  |  | pariambe, hyporchématikos | 6 mores  | παρίαμϐος, ὑπορχηματικός                       | pariambus, parapaeon                |
|  |  |  |  |  | parapyknos                | 6 mores  | παράπυκνος                                     | parapycnos, periambus               |
|  |  |  |  |  | karikos, parisos          | 6 mores  | Καρικός, πάρισος                               | mesomacer, mesomacrus               |
|  |  |  |  |  | anétos                    | 6 mores  | ἄνετος                                         | hegemoscolius                       |
|  |  |  |  |  | loïsthios, épimacre       | 6 mores  | λοίσθιος, ἐπίμακρος                            | pyrrhichianapaestus                 |
|  |  |  |  |  |                           |          |                                                |                                     |
|  |  |  |  |  | symplektos, asynthétos    | 7 mores  | σύμπλεκτος, ἀσύνθετος                          | symplectus                          |
|  |  |  |  |  | antanapeste               | 7 mores  | ἀντανάπαιστος                                  | iambodactylus                       |
|  |  |  |  |  | antamoïbaïos              | 7 mores  | ἀνταμοιϐαῖος                                   | antamoebaeus, musicus               |
|  |  |  |  |  | diattios                  | 7 mores  | διάττιος                                       | dasius                              |
|  |  |  |  |  | anapaïstikos              | 7 mores  | ἀναπαιστικός                                   | choreodactylus                      |
|  |  |  |  |  | dôrikos                   | 7 mores  | Δωρικός                                        | doriscus                            |
|  |  |  |  |  | ïambôdès                  | 7 mores  | ἰαμϐώδης                                       | periodicus                          |
|  |  |  |  |  | kyprios                   | 7 mores  | Κύπριος                                        | cyprius                             |
|  |  |  |  |  | proanapeste               | 7 mores  | προανανάπαιστος                                | hegemocreticus                      |
|  |  |  |  |  |                           |          |                                                |                                     |
|  |  |  |  |  | molossopyrrhique          | 8 mores  | μολοσσοπυρρίχιος, σπονδειοδάκτυλος             | molossopyrrhichius, spondeodactylus |
|  |  |  |  |  | antistrophos              | 8 mores  | ἀντίστροφος                                    | antistrophus                        |
|  |  |  |  |  | brachymacre               | 8 mores  | βραχύμακρος, διφυής                            | diphyes                             |
|  |  |  |  |  | baccheïochorée            | 8 mores  | βακχειοχόρειος                                 | spondeoscolius                      |
|  |  |  |  |  | amoïbaïos, iobacchos      | 8 mores  | ἀμοιϐαῖος, Ἰόϐακχος                            | amoebaeus                           |
|  |  |  |  |  | dochmie                   | 8 mores  | δόχμιος κατὰ συζυγίαν                          | dochmius                            |
|  |  |  |  |  | antikyprios               | 8 mores  | ἀντικύπριος                                    | anticyprius                         |
|  |  |  |  |  | orthios                   | 8 mores  | ὄρθιος                                         | choreobacchius                      |
|  |  |  |  |  | pariambôdès               | 8 mores  | παρίαμϐωδής                                    | pariambodes, periambodes            |
|  |  |  |  |  | hypodochmios              | 8 mores  | ὑποδόχμιος                                     | antiperiodicus                      |
|  |  |  |  |  |                           |          |                                                |                                     |
|  |  |  |  |  | probraque                 | 9 mores  | προϐραχύς                                      | probrachys                          |
|  |  |  |  |  | hypobraque                | 9 mores  | ὑποϐραχύς                                      | hyperbrachys                        |
|  |  |  |  |  | mésobraque                | 9 mores  | μεσοϐραχύς, ὑπόμακρος                          | mesobrachys                         |
|  |  |  |  |  | molossiambe               | 9 mores  | μολοσσίαμϐος, μολοσσοΐαμϐος, μολοσσὸς ἰαμϐικός | spondeocreticos                     |
|  |  |  |  |  | colobos                   | 9 mores  | κολοϐός                                        | calotypus, calotibos                |
|  |  |  |  |  |                           |          |                                                |                                     |
|  |  |  |  |  | molossospondée            | 10 mores | μολοσσοσπονδεῖος                               | molossospondeus                     |

## Métrique syllabo-tonique
La métrique syllabo-tonique considère l'accent au lieu de la longueur, et les pieds plus que les dipodies. 
Les pieds les plus communs en anglais sont ainsi les iambes, chorées, dactyles et anapestes.
Dans la métrique espagnole, les groupes de syllabes se conforment à un schéma accentué / non-accentué analogique : on parle généralement de rythme iambique, trochaïque, dactylique, anapestique et amphibrachique.